# La Chapelle-du-Noyer
Pour les articles homonymes, voir La Chapelle.
La Chapelle-du-Noyer est une commune française située dans le département d'Eure-et-Loir en région Centre-Val de Loire.

## Géographie

### Situation
Le bourg de La Chapelle-du-Noyer est très restreint mais l'extension de la commune rejoint la ville de Châteaudun. Par conséquent, une zone commerciale et d'activités en continuité du noyau urbain de Châteaudun, ainsi que des habitations et un lycée technique, sont situés sur la commune de La Chapelle-du-Noyer.
La commune se compose de hameaux où résident une grande partie de la population, et qui sont assez étendus : la Fringale et surtout la Varenne-Ferron.

Situation géographique
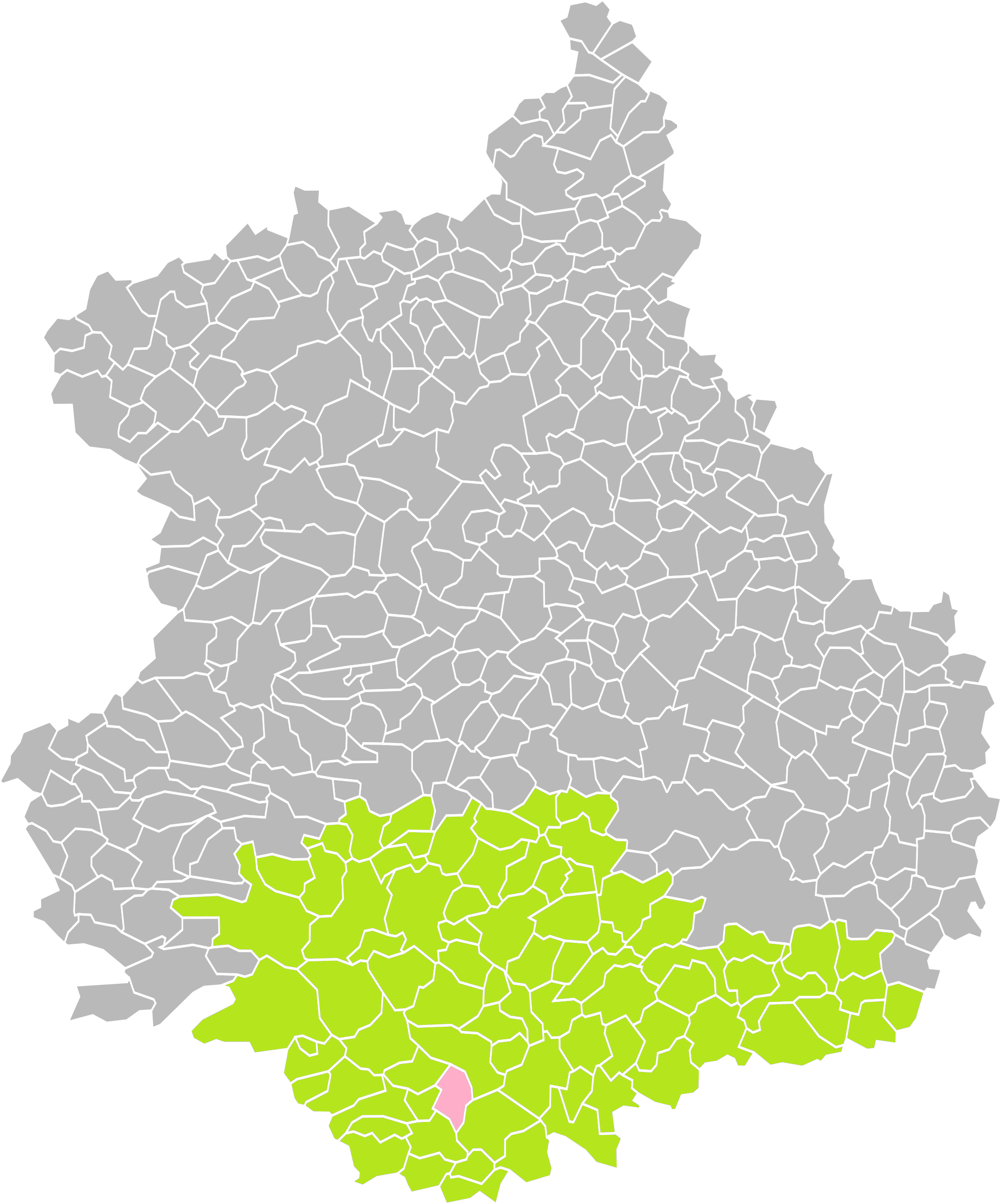
La Chapelle-du-Noyer dans son arrondissement.
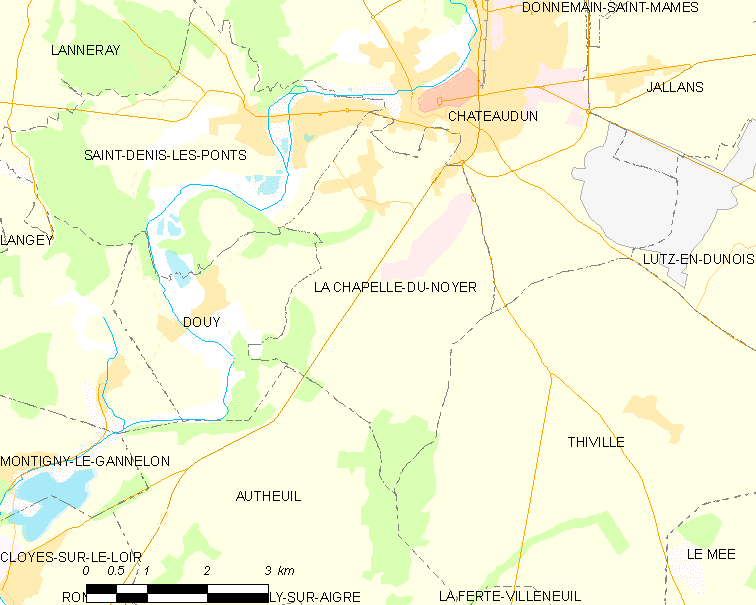
Carte de la commune la Chapelle-du-Noyer.

### Communes limitrophes
| Saint-Denis-les-Ponts |                      | Châteaudun |
| Douy                  | La Chapelle-du-Noyer |            |
| Autheuil              |                      | Thiville   |

### Climat
Pour des articles plus généraux, voir Climat du Centre-Val de Loire et Climat d'Eure-et-Loir.
En 2010, le climat de la commune est de type climat océanique dégradé des plaines du Centre et du Nord, selon une étude du CNRS s'appuyant sur une série de données couvrant la période 1971-2000. En 2020, Météo-France publie une typologie des climats de la France métropolitaine dans laquelle la commune est exposée à un climat océanique altéré et est dans la région climatique  Moyenne vallée de la Loire, caractérisée par une bonne insolation (1 850 h/an) et un été peu pluvieux. 
Pour la période 1971-2000, la température annuelle moyenne est de 10,7 °C, avec une amplitude thermique annuelle de 14,7 °C. Le cumul annuel moyen de précipitations est de 669 mm, avec 11,1 jours de précipitations en janvier et 7,3 jours en juillet. Pour la période 1991-2020, la température moyenne annuelle observée sur la station météorologique de Météo-France la plus proche, « Châteaudun », sur la commune de Jallans à 5 km à vol d'oiseau, est de 11,5 °C et le cumul annuel moyen de précipitations est de 603,3 mm,. Pour l'avenir, les paramètres climatiques de la commune estimés pour 2050 selon différents scénarios d'émission de gaz à effet de serre sont consultables sur un site dédié publié par Météo-France en novembre 2022.

## Urbanisme

### Typologie
Au 1er janvier 2024, La Chapelle-du-Noyer est catégorisée petite ville, selon la nouvelle grille communale de densité à 7 niveaux définie par l'Insee en 2022.
Elle appartient à l'unité urbaine de Châteaudun, une agglomération intra-départementale dont elle est une commune de la banlieue,. Par ailleurs la commune fait partie de l'aire d'attraction de Châteaudun, dont elle est une commune du pôle principal,. Cette aire, qui regroupe 25 communes, est catégorisée dans les aires de moins de 50 000 habitants,.

### Occupation des sols
L'occupation des sols de la commune, telle qu'elle ressort de la base de données européenne d’occupation biophysique des sols Corine Land Cover (CLC), est marquée par l'importance des territoires agricoles (75,7 % en 2018), en diminution par rapport à 1990 (77,1 %). La répartition détaillée en 2018 est la suivante : 
terres arables (75,5 %), forêts (11,5 %), zones urbanisées (6,7 %), zones industrielles ou commerciales et réseaux de communication (6,1 %), prairies (0,2 %). L'évolution de l’occupation des sols de la commune et de ses infrastructures peut être observée sur les différentes représentations cartographiques du territoire : la carte de Cassini (XVIIIe siècle), la carte d'état-major (1820-1866) et les cartes ou photos aériennes de l'IGN pour la période actuelle (1950 à aujourd'hui).

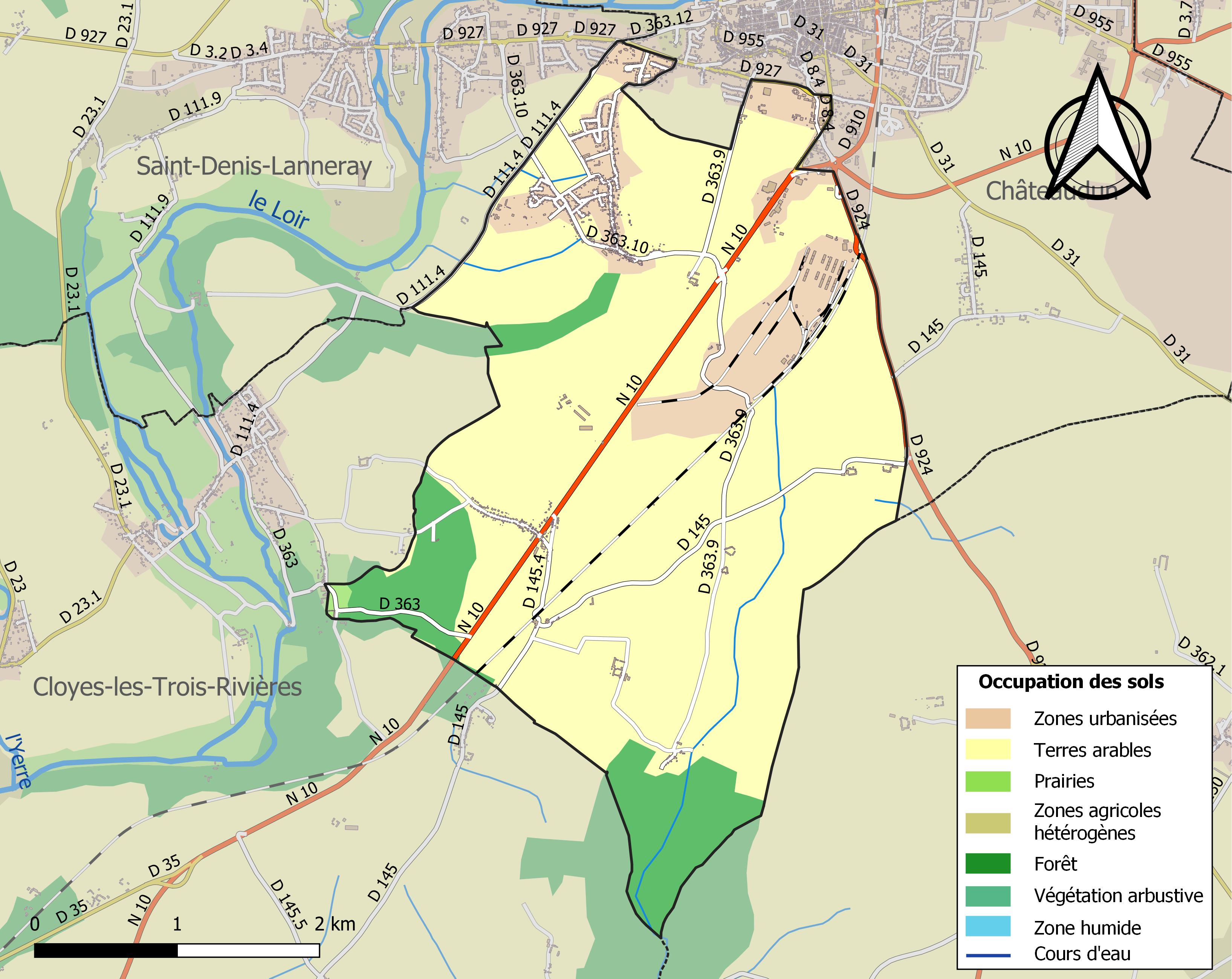
Carte des infrastructures et de l'occupation des sols de la commune en 2018 (CLC).

### Risques majeurs
Le territoire de la commune de La Chapelle-du-Noyer est vulnérable à différents aléas naturels : météorologiques (tempête, orage, neige, grand froid, canicule ou sécheresse), inondations, mouvements de terrains et séisme (sismicité très faible). Il est également exposé à un risque technologique, le transport de matières dangereuses. Un site publié par le BRGM permet d'évaluer simplement et rapidement les risques d'un bien localisé soit par son adresse soit par le numéro de sa parcelle.

#### Risques naturels
Certaines parties du territoire communal sont susceptibles d’être affectées par le risque d’inondation par débordement de cours d'eau, notamment La commune a été reconnue en état de catastrophe naturelle au titre des dommages causés par les inondations et coulées de boue survenues en 1983 et 1999,.

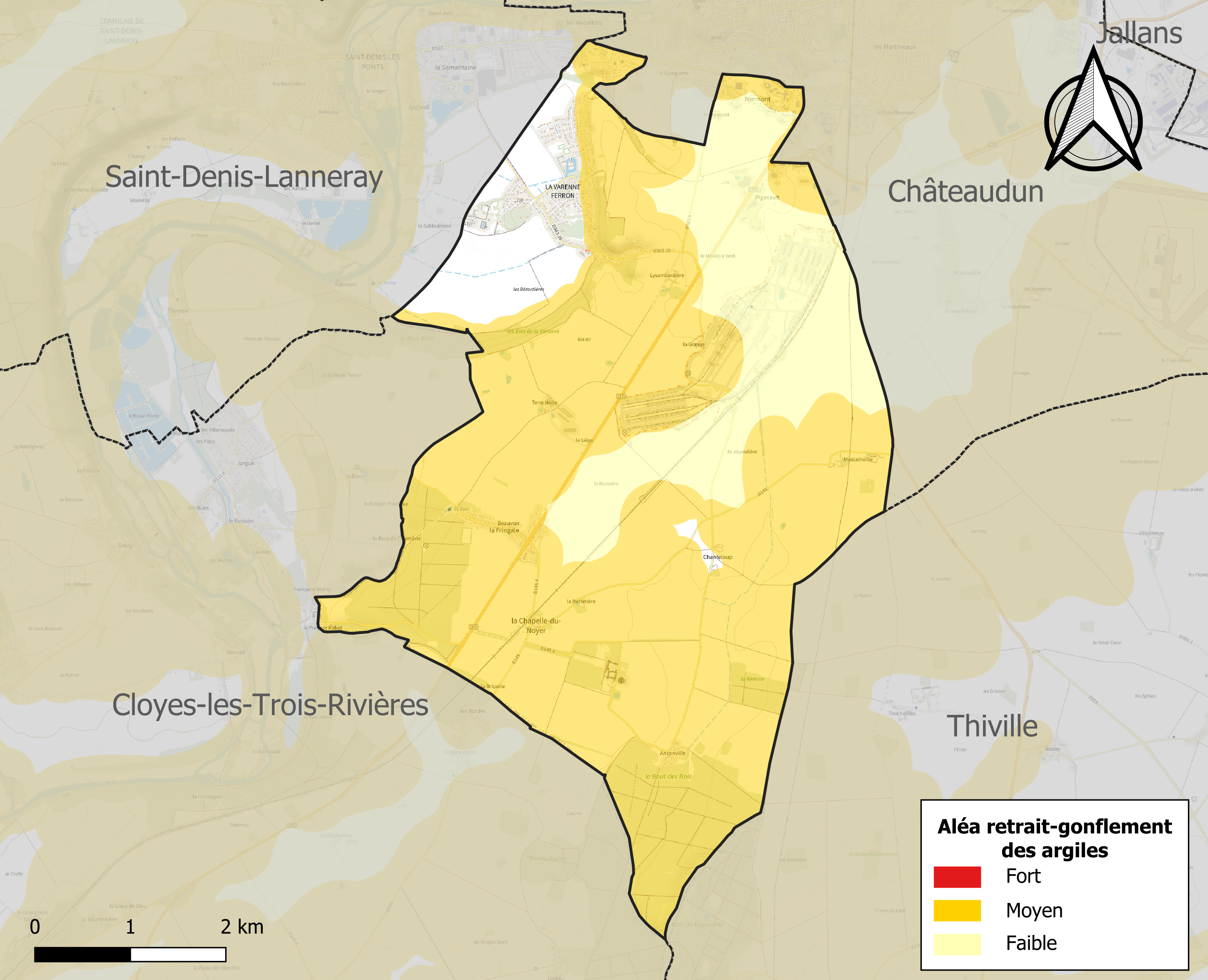
Carte des zones d'aléa retrait-gonflement des sols argileux de La Chapelle-du-Noyer.

Les mouvements de terrains susceptibles de se produire sur la commune sont des mouvements de sols liés à la présence d'argile, des affaissements et effondrements liés aux cavités souterraines (hors mines) et des effondrements généralisés. L'inventaire national des cavités souterraines permet de localiser celles situées sur la commune.
Le retrait-gonflement des sols argileux est susceptible d'engendrer des dommages importants aux bâtiments en cas d’alternance de périodes de sécheresse et de pluie. 71,9 % de la superficie communale est en aléa moyen ou fort (52,8 % au niveau départemental et 48,5 % au niveau national). Sur les 505 bâtiments dénombrés sur la commune en 2019, 309 sont en aléa moyen ou fort, soit 61 %, à comparer aux 70 % au niveau départemental et 54 % au niveau national. Une cartographie de l'exposition du territoire national au retrait gonflement des sols argileux est disponible sur le site du BRGM,.
Concernant les mouvements de terrains, la commune a été reconnue en état de catastrophe naturelle au titre des dommages causés par la sécheresse en 1989 et 2018 et par des mouvements de terrain en 1999.

#### Risques technologiques
Le risque de transport de matières dangereuses sur la commune est lié à sa traversée par des infrastructures routières ou ferroviaires importantes ou la présence d'une canalisation de transport d'hydrocarbures. Un accident se produisant sur de telles infrastructures est en effet susceptible d’avoir des effets graves au bâti ou aux personnes jusqu’à 350 m, selon la nature du matériau transporté. Des dispositions d’urbanisme peuvent être préconisées en conséquence.

## Toponymie
Le nom de la localité est attesté sous la forme Capella de Nuceto vers 1250.
Rien, formellement, n'empêche d'interpréter comme un arbre le second élément de La Chapelle-du-Noyer, désignant le noyer qui a plus tard été francisé en Noyers à la Révolution.

## Politique et administration

### Liste des maires
| Période                                  | Période  | Identité                                  | Étiquette | Qualité                                                                        |
| ---------------------------------------- | -------- | ----------------------------------------- | --------- | ------------------------------------------------------------------------------ |
| maire en 1958                            | ?        | Paul de Ponton d'Amécourt (d) (1892-1977) | DVD       | Exploitant agricole (céréalier), suppléant du député Michel Hoguet (1958-1973) |
| mars 2001                                | 2020     | Odil Billard (d)                          | DVD       | Retraité                                                                       |
| mai 2020                                 | En cours | Martine Profeti (d)                       |           | Retraitée                                                                      |
| Les données manquantes sont à compléter. |          |                                           |           |                                                                                |

### Élection municipale du 15 mars 2020
Pour un article plus général, voir Élections municipales de 2020 en Eure-et-Loir.
- Maire sortant : Odil Billard (d) (ne se représente pas)
- 15 sièges à pourvoir au conseil municipal (population légale 2017 : 1 032 habitants)
- 1 siège à pourvoir au conseil communautaire (communauté de communes du Grand Châteaudun)

Tous les sièges sont pourvus lors de ce premier tour par la liste unique conduite par Martine Profeti (d), deuxième adjointe d'Odil Billard,.

## Population et société

### Démographie
L'évolution du nombre d'habitants est connue à travers les recensements de la population effectués dans la commune depuis 1793. Pour les communes de moins de 10 000 habitants, une enquête de recensement portant sur toute la population est réalisée tous les cinq ans, les populations de référence des années intermédiaires étant quant à elles estimées par interpolation ou extrapolation. Pour la commune, le premier recensement exhaustif entrant dans le cadre du nouveau dispositif a été réalisé en 2007.

En 2022, la commune comptait 1 014 habitants, en évolution de −3,06 % par rapport à 2016 (Eure-et-Loir : −0,23 %, France hors Mayotte : +2,11 %).
| 1793 | 1800 | 1806 | 1821 | 1831 | 1836 | 1841 | 1846 | 1851 |
| ---- | ---- | ---- | ---- | ---- | ---- | ---- | ---- | ---- |
| 408  | 370  | 369  | 309  | 386  | 433  | 436  | 469  | 474  |

| 1856 | 1861 | 1866 | 1872 | 1876 | 1881 | 1886 | 1891 | 1896 |
| ---- | ---- | ---- | ---- | ---- | ---- | ---- | ---- | ---- |
| 495  | 522  | 516  | 467  | 503  | 510  | 505  | 462  | 422  |

| 1901 | 1906 | 1911 | 1921 | 1926 | 1931 | 1936 | 1946 | 1954 |
| ---- | ---- | ---- | ---- | ---- | ---- | ---- | ---- | ---- |
| 431  | 425  | 443  | 692  | 575  | 628  | 586  | 469  | 572  |

| 1962 | 1968 | 1975 | 1982 | 1990 | 1999  | 2006  | 2007  | 2012  |
| ---- | ---- | ---- | ---- | ---- | ----- | ----- | ----- | ----- |
| 620  | 757  | 831  | 932  | 967  | 1 056 | 1 051 | 1 046 | 1 075 |

| 2017  | 2022  | - | - | - | - | - | - | - |
| ----- | ----- | - | - | - | - | - | - | - |
| 1 032 | 1 014 | - | - | - | - | - | - | - |

## Culture locale et patrimoine

### Lieux et monuments

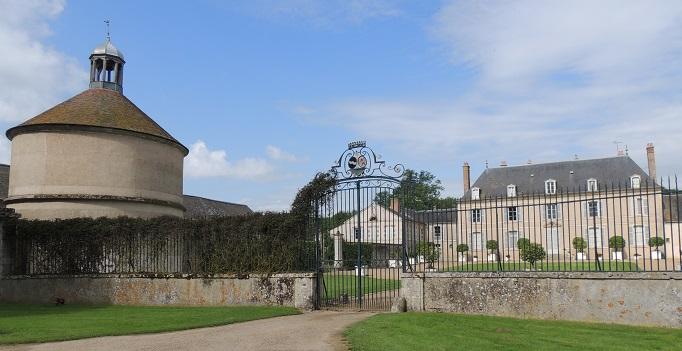
Château de Touchebredier.

#### Église Notre-Dame
- Vierge à l'Enfant, statue en pierre du XVIe siècle,  Classé MH (1906)[29] ;
- Cloche du clocher, en fonte, 1771,  Classé MH (1943)[30].

#### Château de Touchebredier
Les façades, côtés et toitures du château de Touchebredier, ainsi que le grand salon avec son décor, la grille d’entrée et la fuie datent du XVIIIe siècle,  Inscrit MH (1971).

### Personnalités liées à la commune
- Henri Lamirault (1854-1914), éditeur français, né dans la commune.